# Isabel, Sugo ng Birhen
Isabel, Sugo ng Birhen é uma telenovela filipina produzida e exibida pela ABS-CBN, cuja transmissão ocorreu em 1991.